# Самсонівське поселення
Самсонівське поселення — значна археологічна пам'ятка у Нижньому Наддонні, що існувало з новокам'яної до бронзової діб.
Розташоване у хутора Кримський Усть-Донецькому районі Ростовської області. 
Відкрито Кримським загоном Дінської експедиції Інституту археології АН СРСР у 1976 році й досліджене у 1977—1978 роках. 
Поселення розташоване на високому й крутому мисі (до 25—28 метрів) біля вливу Крутого яру до Самсонового (Кримського) яру, який, у свою чергу, трохи нижче впливає до протоку Дону — Сухого Дінця. Сухий Дінець є стародавньою протокою Дону у заплаві його правого берега, що впливає у Дон біля острова Порічного.
На розкопі поселенні знаходиться 7 культурних шарів.
6-й культурний шар, а також його окремий інвентар, що потрапив випадково у верхній 7-й шар належать до мідної доби. 6-й шар культурно приналежний до нижньодінської (раковиноярської) культури. Його співвідносять з 6-м та 5-м шарами сусіднього Раковинного Яру. Спільними рисами матеріальної культури обох пам'яток є пластинчастий характер крем'яної індустрії, наявність шліфованих сланцевих сокир і доліт трапецієподібної форми, використання двох видів домішок до керамічного замісу (рослинної та раковинної), слабке профілювання посудин, орнаментація їх нарізними візерунками, відступаючої лопаткою, насічками, натисками різних видів і інше. Посудина 6-го шару зі складним зігзаговим і меандровим прокресленим візерунком має схожість з одним із посудин С'езженського могильника в Надволжі, а за візерунком — з унікальною посудиною-амфоркою Микільського могильника в Надпоріжжі. Сокира-тесло має аналогію в інвентарі Хвалинського ґрунтового могильника в Надволжі. Могильники Микільський і С'езженський безперечно входять у коло Маріупольської КІО і датуються фінальним неолітом — раннім енеолітом. Навпроти Хвалинський могильник розглядається як енеолітичний, залишений населенням, що взяло участь у складанні давньоямної етнокультурної спільності, а за часом більш пізній за маріупольську КІО. Абсолютне датування — друга половина IV ст. до н. е.
5-й шар посуду поділяють на два типи. Перший має гребінчату, або відсутню орнаментацію. Аналогічна кераміка присутня у середньостогівській культурі другого (за Телегіним; шнурового етапу) її етапу (Деріївка, Олександрія-III 1-ша група кераміки). Другий тип посуду має ялинковий візерунок з колобокими формами посуду. Аналогії для цього типу посуду складніше віднайти, проте вона близька до кераміки 2-го та 3-го шарів Раковиноярського поселення, поселення Орлівка та Латошинка (біля Волгограда), збори Г. І. Горецького у Цимлянському районі, поховання могили № 2 у Мокрому Чалтирі (біля Ростова). У 5-му шарі відстежується співіснування пізньо-неолітичної маріупольської з певними елементами нижньодінської культури та середньостогівської традицій. Абсолютне датування — перша половина 3-го тисячоріччя до н. е.
4-й та 3-й шари на 1-му розкопі зливалися, тому їх можна розглядати як один. 4-й шар легко ідентифікується з репінської культурою. 3-й шар попередньо може бути віднесений до початку пізнього етапу ямної культури. Найближчі аналогії цьому посуду пов'язані з пізньоямними курганними похованнями, Нижнього Наддоння (Ливенцівка-І; Богоявленська, могила 1 поховання 18), Нижнього Надволжя (Бикове-II, могила 2, поховання 1) та Надозів'я (Маріуполь-Кальчик, могила 195, поховання 2). На Ливенцівці-1 у радянському районі Ростова-на-Дону простежується культурна послідовність; середньостогівська з чужорідними впливами, розвинутий та пізній етапи ямної, катакомбна культури. Абсолютне датування - друга половина 3-го тисячоріччя до н. е.
2-й шар надто бідний для його ідентифікації.
1-й шар відрізняється  від інших шарів тривалим проміжком часу. Кераміка нагадує посуду бронзової доби. Присутнє зрубне поховання. Також є фрагменти середньовічних амфор, що можливо походять з сусідніх поселень салтівської культури. Абсолютне датування - друга половина 2-го тисячоріччя до н. е.

## Культурна послідовність
1. Пізній етап раковиноярської культури.
2. Специфічний культурний горизонт, який характеризується пережитками раковиноярської культури, впливом загальної для степової смуги культури маріупольської провінції й елементами культури типу Середній Стіг II на її ранньому дошнуровом етапі. Пізніше, в енеолітичному шарі Ливенцівкі-1, де з'являється шнуровий орнамент, власне середньостогівські елементи представлені в змішуванні вже не з неолітичними, а з характерними для нижнього шару Михайлівського поселення.
3. Культура репінського типу — один із найважливіших складових компонентів ямної культурно-історичної спільності розвиненого типу.
4. Пізньоямна культура.